# Campeonato Brasileño de Fútbol Serie A 2023
El Campeonato Brasileño de Serie A 2023, oficialmente Brasileirão Assaí – Série A 2023 por motivos de patrocinio, fue la 68.ª edición del Campeonato Brasileño de Serie A. La temporada comenzó en abril de 2023 y finalizó en diciembre del mismo año.
El campeón terminó siendo el Palmeiras, conquistando su duodécimo título, clasificando a la fase de grupos de la Copa Libertadores 2024.
La Confederación Brasileña de Fútbol no establece un número máximo de futbolistas extranjeros, sino que en los últimos años cinco de ellos podrían firmar planilla por partido. A partir de esa temporada, pueden firmar planilla por partido hasta siete jugadores de otras nacionalidades.
Esta temporada marcó el primer descenso de Santos en sus 111 años de historia, luego de caer de local por 2-1 ante Fortaleza en la última fecha.

## Sistema
Los 20 equipos participantes se enfrentan en partidos de ida y vuelta en un sistema de todos contra todos. Al final de las 38 fechas el club con la mayor cantidad de puntos se proclamará campeón.

### Descenso
Los cuatro equipos que finalicen en los últimos puestos en la tabla de posiciones final descenderán y jugarán la Serie B del siguiente año.

### Clasificación internacional
- Los cuatro equipos que ocupen los primeros puestos clasifican a la fase de grupos de la Copa Libertadores 2024. El 5.º y el 6.º puesto de la tabla clasifican a la fase previa. En caso de que el campeón de la Copa de Brasil 2023 sea uno de los primeros cuatro equipos, el equipo que ocupe el 5.º puesto clasificará a la fase de grupos; en cambio, si el campeón de la Copa de Brasil 2023 esté entre el 5.º y el 6.º puesto de la tabla cederá al equipo que ocupe el 7.º puesto de la tabla tendrá lugar en la fase previa. Esto se debe a que el campeón de la Copa de Brasil obtiene cupo directo a la fase de grupos.

- Los siguientes seis equipos, no clasificados a la Copa Libertadores, clasifican a la Copa Sudamericana 2024.

- El campeón clasifica a la Supercopa de Brasil 2024.

### Criterios de desempate
1. Partidos ganados
2. Diferencia de goles
3. Goles a favor
4. Enfrentamientos directos
5. Cantidad de tarjetas amarillas
6. Cantidad de tarjetas rojas

## Relevos
| Pos. | Descendidos de la Serie A 2022 |
| ---- | ------------------------------ |
| 17.º | Ceará                          |
| 18.º | Atlético Goianiense            |
| 19.º | Avaí                           |
| 20.º | Juventude                      |

| Pos. | Ascendidos de la Serie B 2022 |
| ---- | ----------------------------- |
| 1.º  | Cruzeiro                      |
| 2.º  | Grêmio                        |
| 3.º  | Bahia                         |
| 4.º  | Vasco da Gama                 |

## Datos
| Equipo               | Ciudad            | Estado             | Estadio                | Capacidad | Posición 2022 |
| -------------------- | ----------------- | ------------------ | ---------------------- | --------- | ------------- |
| América Mineiro      | Belo Horizonte    | Minas Gerais       | Independência          | 23 018    | 10.º Serie A  |
| Athletico Paranaense | Curitiba          | Paraná             | Arena da Baixada       | 42 370    | 6.º Serie A   |
| Atlético Mineiro     | Belo Horizonte    | Minas Gerais       | Arena MRV              | 47 000    | 7.º Serie A   |
| Bahia                | Salvador          | Bahía              | Arena Fonte Nova       | 50 000    | 3.º Serie B   |
| Botafogo             | Río de Janeiro    | Río de Janeiro     | Olímpico Nilton Santos | 46 831    | 11.º Serie A  |
| Corinthians          | São Paulo         | São Paulo          | Neo Química Arena      | 49 205    | 4.º Serie A   |
| Coritiba             | Curitiba          | Paraná             | Couto Pereira          | 40 502    | 15.º Serie A  |
| Cruzeiro             | Belo Horizonte    | Minas Gerais       | Mineirão               | 61 846    | 1.º Serie B   |
| Cuiabá               | Cuiabá            | Mato Grosso        | Arena Pantanal         | 44 000    | 16.º Serie A  |
| Flamengo             | Río de Janeiro    | Río de Janeiro     | Maracaná               | 78 838    | 5.º Serie A   |
| Fluminense           | Río de Janeiro    | Río de Janeiro     | Maracaná               | 78 838    | 3.º Serie A   |
| Fortaleza            | Fortaleza         | Ceará              | Castelão               | 65 000    | 8.º Serie A   |
| Goiás                | Goiânia           | Goiás              | Hailé Pinheiro         | 14 450    | 13.º Serie A  |
| Grêmio               | Porto Alegre      | Río Grande del Sur | Arena do Grêmio        | 55 662    | 2.º Serie B   |
| Internacional        | Porto Alegre      | Río Grande del Sur | Beira-Rio              | 50 128    | 2.º Serie A   |
| Palmeiras            | São Paulo         | São Paulo          | Allianz Parque         | 43 713    | 1.º Serie A   |
| Bragantino           | Bragança Paulista | São Paulo          | Nabi Abi Chedid        | 17 128    | 14.º Serie A  |
| Santos               | Santos            | São Paulo          | Vila Belmiro           | 16 068    | 12.º Serie A  |
| São Paulo            | São Paulo         | São Paulo          | Morumbi                | 72 039    | 9.º Serie A   |
| Vasco da Gama        | Río de Janeiro    | Río de Janeiro     | Estadio São Januário   | 21 880    | 4.º Serie B   |

## Entrenadores
| Equipo               | Entrenador           |
| -------------------- | -------------------- |
| América Mineiro      | Vágner Mancini       |
| América Mineiro      | Fabián Bustos        |
| América Mineiro      | Diogo Giacomini      |
| Athletico Paranaense | Paulo Turra          |
| Athletico Paranaense | Wesley Carvalho      |
| Atlético Mineiro     | Eduardo Coudet       |
| Atlético Mineiro     | Luiz Felipe Scolari  |
| Bahia                | Renato Paiva         |
| Bahia                | Rogério Ceni         |
| Botafogo             | Luís Castro          |
| Botafogo             | Bruno Lage           |
| Botafogo             | Lúcio Flávio         |
| Botafogo             | Tiago Nunes          |
| Corinthians          | Fernando Lázaro      |
| Corinthians          | Cuca                 |
| Corinthians          | Vanderlei Luxemburgo |
| Corinthians          | Mano Menezes         |
| Coritiba             | António Oliveira     |
| Coritiba             | Antônio Carlos Zago  |
| Coritiba             | Thiago Kosloski      |
| Coritiba             | Guto Ferreira        |
| Cruzeiro             | Pepa                 |
| Cruzeiro             | Zé Ricardo           |
| Cruzeiro             | Paulo Autuori        |
| Cuiabá               | Ivo Vieira           |
| Cuiabá               | António Oliveira     |
| Flamengo             | Jorge Sampaoli       |
| Flamengo             | Tite                 |
| Fluminense           | Fernando Diniz       |
| Fortaleza            | Juan Pablo Vojvoda   |
| Goiás                | Armando Evangelista  |
| Goiás                | Mário Henrique       |
| Grêmio               | Renato Gaúcho        |
| Internacional        | Mano Menezes         |
| Internacional        | Eduardo Coudet       |
| Palmeiras            | Abel Ferreira        |
| Bragantino           | Pedro Caixinha       |
| Santos               | Odair Hellmann       |
| Santos               | Paulo Turra          |
| Santos               | Diego Aguirre        |
| Santos               | Marcelo Fernandes    |
| São Paulo            | Rogério Ceni         |
| São Paulo            | Dorival Júnior       |
| Vasco da Gama        | Maurício Barbieri    |
| Vasco da Gama        | Ramón Díaz           |

## Clasificación
| Pos. | Equipo               | Pts. | PJ | G  | E  | P  | GF | GC | Dif. | Clasificación 2024                               |
| ---- | -------------------- | ---- | -- | -- | -- | -- | -- | -- | ---- | ------------------------------------------------ |
| 1    | Palmeiras (C)        | 70   | 38 | 20 | 10 | 8  | 64 | 33 | +31  | Campeón y Fase de grupos de la Copa Libertadores |
| 2    | Grêmio               | 68   | 38 | 21 | 5  | 12 | 63 | 56 | +7   | Fase de grupos de la Copa Libertadores           |
| 3    | Atlético Mineiro     | 66   | 38 | 19 | 9  | 10 | 52 | 32 | +20  | Fase de grupos de la Copa Libertadores           |
| 4    | Flamengo             | 66   | 38 | 19 | 9  | 10 | 56 | 42 | +14  | Fase de grupos de la Copa Libertadores           |
| 5    | Botafogo             | 64   | 38 | 18 | 10 | 10 | 58 | 37 | +21  | Fase 2 de la Copa Libertadores                   |
| 6    | Bragantino           | 62   | 38 | 17 | 11 | 10 | 49 | 35 | +14  | Fase 2 de la Copa Libertadores                   |
| 7    | Fluminense           | 56   | 38 | 16 | 8  | 14 | 51 | 47 | +4   | Fase de grupos de la Copa Libertadores           |
| 8    | Athletico Paranaense | 56   | 38 | 14 | 14 | 10 | 51 | 43 | +8   | Fase de grupos de la Copa Sudamericana           |
| 9    | Internacional        | 55   | 38 | 15 | 10 | 13 | 46 | 45 | +1   | Fase de grupos de la Copa Sudamericana           |
| 10   | Fortaleza            | 54   | 38 | 15 | 9  | 14 | 45 | 44 | +1   | Fase de grupos de la Copa Sudamericana           |
| 11   | São Paulo            | 53   | 38 | 14 | 11 | 13 | 40 | 38 | +2   | Fase de grupos de la Copa Libertadores           |
| 12   | Cuiabá               | 51   | 38 | 14 | 9  | 15 | 40 | 39 | +1   | Fase de grupos de la Copa Sudamericana           |
| 13   | Corinthians          | 50   | 38 | 12 | 14 | 12 | 47 | 48 | −1   | Fase de grupos de la Copa Sudamericana           |
| 14   | Cruzeiro             | 47   | 38 | 11 | 14 | 13 | 35 | 32 | +3   | Fase de grupos de la Copa Sudamericana           |
| 15   | Vasco da Gama        | 45   | 38 | 12 | 9  | 17 | 41 | 51 | −10  |                                                  |
| 16   | Bahia                | 44   | 38 | 12 | 8  | 18 | 50 | 53 | −3   |                                                  |
| 17   | Santos (D)           | 43   | 38 | 11 | 10 | 17 | 39 | 64 | −25  | Descenso a Serie B 2024                          |
| 18   | Goiás (D)            | 38   | 38 | 9  | 11 | 18 | 36 | 53 | −17  | Descenso a Serie B 2024                          |
| 19   | Coritiba (D)         | 30   | 38 | 8  | 6  | 24 | 41 | 73 | −32  | Descenso a Serie B 2024                          |
| 20   | América Mineiro (D)  | 24   | 38 | 5  | 9  | 24 | 42 | 81 | −39  | Descenso a Serie B 2024                          |

Actualizado a los partidos jugados el 6 de diciembre de 2023.
 Fuente: Brasileirão Assaí
Criterios de clasificación: 1) Puntos; 2) Partidos ganados; 3) Diferencia de gol; 4) Goles anotados; 5) Resultados en partidos directos (solo entre dos equipos); 6) Menor cantidad de tarjetas rojas; 7) Menor cantidad de tarjetas amarillas; 8) Sorteo.
Notas:
1. ↑  Clasificado a la Copa Libertadores 2024 como campeón de la Copa Libertadores 2023.
2. ↑  Clasificado a la Copa Libertadores 2024 como campeón de la Copa de Brasil 2023.

|                                 |
| Bandera del estado de São Paulo |
| Campeón Palmeiras 12.º título   |

## Evolución de la clasificación
| Jornada / Equipo     | 1  | 2  | 3  | 4  | 5  | 6  | 7  | 8  | 9  | 10 | 11 | 12 | 13 | 14 | 15  | 16  | 17  | 18  | 19  | 20  | 21  | 22  | 23  | 24  | 25 | 26 | 27 | 28 | 29 | 30  | 31  | 32  | 33   | 34   | 35 | 36 | 37 | 38 |
| Jornada / Equipo     |    |    |    |    |    |    |    |    |    |    |    |    |    |    |     |     |     |     |     |     |     |     |     |     |    |    |    |    |    |     |     |     |      |      |    |    |    |    |
| -------------------- | -- | -- | -- | -- | -- | -- | -- | -- | -- | -- | -- | -- | -- | -- | --- | --- | --- | --- | --- | --- | --- | --- | --- | --- | -- | -- | -- | -- | -- | --- | --- | --- | ---- | ---- | -- | -- | -- | -- |
| Palmeiras            | 7  | 4  | 3  | 2  | 2  | 2  | 2  | 2  | 2  | 2  | 2  | 4  | 4  | 5  | 6   | 4   | 3   | 4   | 2   | 2   | 2   | 2   | 2   | 2   | 4  | 4  | 5  | 4  | 3  | 2   | 2   | 2   | 3    | 1    | 1  | 1  | 1  | 1  |
| Grêmio               | 9  | 13 | 7  | 7  | 10 | 11 | 10 | 5  | 4  | 6  | 3  | 2  | 2  | 3  | 3*  | 2*  | 4*  | 6*  | 3*  | 5*  | 3*  | 3*  | 3*  | 3   | 3  | 3  | 4  | 6  | 6  | 4   | 4   | 4   | 2    | 3    | 5  | 5  | 4  | 2  |
| Atlético Mineiro     | 15 | 16 | 10 | 16 | 8  | 6  | 4  | 4  | 3  | 4  | 5  | 10 | 10 | 12 | 12  | 13  | 13  | 10  | 10  | 11  | 9   | 9   | 9   | 9   | 7  | 9  | 7  | 7  | 7  | 6   | 5   | 5   | 6    | 5    | 4  | 3  | 2  | 3  |
| Flamengo             | 2  | 8  | 13 | 17 | 12 | 9  | 6  | 7  | 5  | 3  | 4  | 3  | 3  | 2  | 2   | 3   | 2   | 2   | 4   | 3   | 4   | 4   | 4   | 7   | 5  | 5  | 3  | 3  | 4  | 5*  | 6*  | 6*  | 5*   | 6*   | 2  | 4  | 3  | 4  |
| Botafogo             | 4  | 2  | 1  | 1  | 1  | 1  | 1  | 1  | 1  | 1  | 1  | 1  | 1  | 1  | 1   | 1   | 1   | 1   | 1   | 1   | 1   | 1   | 1   | 1   | 1  | 1  | 1  | 1  | 1* | 1*  | 1*  | 1*  | 1*   | 2*   | 3  | 2  | 5  | 5  |
| Bragantino           | 5  | 7  | 12 | 12 | 15 | 13 | 12 | 10 | 11 | 12 | 9  | 7  | 5  | 6  | 7   | 8   | 6   | 5   | 5   | 7   | 6   | 6   | 5   | 4   | 2  | 2  | 2  | 2  | 2  | 3*  | 3*  | 3*  | 4    | 4    | 6  | 6  | 6  | 6  |
| Fluminense           | 1  | 1  | 5  | 6  | 3  | 3  | 3  | 8  | 6  | 5  | 6  | 5  | 6  | 4  | 5   | 7   | 5   | 3   | 7   | 4   | 5   | 5   | 6   | 5   | 6  | 7  | 9  | 9  | 8  | 8   | 8   | 8*  | 8*   | 8*   | 7  | 7  | 7  | 7  |
| Athletico Paranaense | 3  | 11 | 15 | 10 | 4  | 5  | 7  | 11 | 7  | 7  | 11 | 9  | 9  | 11 | 8   | 5   | 7   | 7   | 6   | 6   | 7   | 7   | 7   | 6   | 8  | 8  | 6  | 5  | 5  | 7   | 7   | 7   | 7    | 7    | 8  | 8  | 8  | 8  |
| Internacional        | 11 | 6  | 4  | 8  | 11 | 12 | 15 | 13 | 13 | 10 | 8  | 6  | 8  | 10 | 11  | 10  | 12  | 12  | 13  | 14  | 14  | 14  | 12  | 13  | 14 | 12 | 12 | 12 | 11 | 12  | 13  | 11  | 12   | 13   | 11 | 10 | 9  | 9  |
| Fortaleza            | 10 | 3  | 2  | 4  | 6  | 8  | 11 | 9  | 9  | 11 | 10 | 8  | 11 | 7  | 9   | 9   | 11  | 13  | 11  | 8   | 8   | 8   | 8   | 8   | 9  | 6  | 8  | 8  | 9* | 9** | 9** | 9** | 11** | 12** | 12 | 11 | 10 | 10 |
| São Paulo            | 14 | 9  | 8  | 5  | 7  | 10 | 8  | 3  | 8  | 8  | 7  | 11 | 7  | 8  | 4   | 6   | 8   | 9   | 9   | 10  | 11  | 11* | 13* | 14* | 10 | 10 | 11 | 10 | 10 | 11  | 10  | 10* | 9*   | 10*  | 10 | 9  | 11 | 11 |
| Cuiabá               | 16 | 15 | 18 | 13 | 17 | 18 | 14 | 15 | 14 | 14 | 16 | 16 | 13 | 14 | 13  | 12  | 9   | 8   | 8   | 9   | 10  | 10  | 10  | 11  | 11 | 11 | 10 | 11 | 12 | 10  | 11  | 12  | 10   | 9    | 9  | 12 | 12 | 12 |
| Corinthians          | 6  | 14 | 17 | 15 | 16 | 17 | 18 | 14 | 16 | 16 | 15 | 15 | 16 | 15 | 15* | 15* | 14* | 14* | 14* | 13* | 13* | 13* | 14* | 10  | 13 | 14 | 13 | 15 | 14 | 14  | 12  | 13  | 14   | 11   | 14 | 13 | 13 | 13 |
| Cruzeiro             | 13 | 12 | 6  | 3  | 5  | 4  | 5  | 6  | 10 | 9  | 12 | 12 | 12 | 9  | 10  | 11  | 10  | 11  | 12  | 12  | 12  | 12  | 11  | 12  | 12 | 13 | 15 | 14 | 13 | 13* | 16* | 17* | 17** | 17** | 13 | 14 | 14 | 14 |
| Vasco da Gama        | 8  | 5  | 9  | 11 | 14 | 16 | 17 | 18 | 19 | 19 | 19 | 18 | 18 | 19 | 19* | 20* | 20* | 19* | 19* | 18* | 18* | 18* | 18* | 18* | 17 | 17 | 16 | 17 | 18 | 18  | 17  | 16  | 16*  | 15*  | 16 | 16 | 16 | 15 |
| Bahia                | 12 | 18 | 14 | 9  | 13 | 14 | 13 | 16 | 15 | 15 | 14 | 14 | 15 | 16 | 16  | 17  | 17  | 16  | 16  | 16  | 16  | 16  | 15  | 16  | 18 | 16 | 14 | 13 | 15 | 15  | 14  | 15  | 15   | 16   | 17 | 17 | 17 | 16 |
| Santos               | 17 | 17 | 11 | 14 | 9  | 7  | 9  | 12 | 12 | 13 | 13 | 13 | 14 | 13 | 14  | 14  | 15  | 17  | 17  | 17  | 17  | 17  | 17  | 17  | 15 | 15 | 17 | 18 | 16 | 16  | 15  | 14  | 13   | 14   | 15 | 15 | 15 | 17 |
| Goiás                | 18 | 10 | 16 | 18 | 18 | 15 | 16 | 17 | 17 | 17 | 17 | 17 | 17 | 17 | 17  | 16  | 16  | 15  | 15  | 15  | 15  | 15  | 16  | 15  | 16 | 18 | 18 | 16 | 17 | 17  | 18  | 18  | 18   | 18   | 18 | 18 | 18 | 18 |
| Coritiba             | 19 | 19 | 19 | 19 | 19 | 19 | 20 | 20 | 20 | 20 | 20 | 20 | 20 | 18 | 18  | 18  | 18  | 18  | 18  | 19  | 19  | 20* | 20* | 20* | 20 | 19 | 19 | 19 | 19 | 19  | 19  | 19  | 19   | 19   | 19 | 19 | 19 | 19 |
| América Mineiro      | 20 | 20 | 20 | 20 | 20 | 20 | 19 | 19 | 18 | 18 | 18 | 19 | 19 | 20 | 20* | 19* | 19* | 20* | 20* | 20* | 20* | 19* | 19* | 19* | 19 | 20 | 20 | 20 | 20 | 20  | 20  | 20  | 20   | 20   | 20 | 20 | 20 | 20 |

Nota 1:
* Indica la posición del equipo con un partido pendiente.

## Resultados
- Los horarios corresponden a la hora local de Brasil (UTC-3).

### Primera vuelta
| Jornada 1            | Jornada 1 | Jornada 1     | Jornada 1         | Jornada 1   | Jornada 1 | Jornada 1    |
| Local                | Resultado | Visitante     | Estadio           | Fecha       | Hora      | TV           |
| -------------------- | --------- | ------------- | ----------------- | ----------- | --------- | ------------ |
| Palmeiras            | 2 - 1     | Cuiabá        | Allianz Parque    | 15 de abril | 16:00     | Premiere     |
| América Mineiro      | 0 - 3     | Fluminense    | Independência     | 15 de abril | 16:00     | Premiere     |
| Athletico Paranaense | 2 - 0     | Goiás         | Arena da Baixada  | 15 de abril | 18:30     | Furacão Live |
| Botafogo             | 2 - 1     | São Paulo     | Nilton Santos     | 15 de abril | 18:30     | Premiere     |
| RB Bragantino        | 2 - 1     | Bahia         | Nabi Abi Chedid   | 15 de abril | 18:30     | Premiere     |
| Fortaleza            | 1 - 1     | Internacional | Castelão (CE)     | 15 de abril | 18:30     | Premiere     |
| Atlético Mineiro     | 1 - 2     | Vasco da Gama | Mineirão          | 15 de abril | 21:00     | SporTV       |
| Corinthians          | 2 - 1     | Cruzeiro      | Neo Química Arena | 16 de abril | 16:00     | TV Globo     |
| Flamengo             | 3 - 0     | Coritiba      | Maracaná          | 16 de abril | 16:00     | TV Globo     |
| Grêmio               | 1 - 0     | Santos        | Alfredo Jaconi    | 16 de abril | 18:30     | SporTV       |

| Jornada 2     | Jornada 2 | Jornada 2            | Jornada 2        | Jornada 2   | Jornada 2 | Jornada 2 |
| Local         | Resultado | Visitante            | Estadio          | Fecha       | Hora      | TV        |
| ------------- | --------- | -------------------- | ---------------- | ----------- | --------- | --------- |
| Fluminense    | 2 - 0     | Athletico Paranaense | Maracaná         | 22 de abril | 16:00     | Premiere  |
| Cuiabá        | 1 - 1     | RB Bragantino        | Arena Pantanal   | 22 de abril | 18:30     | Premiere  |
| São Paulo     | 3 - 0     | América Mineiro      | Morumbi          | 22 de abril | 18:30     | Premiere  |
| Cruzeiro      | 1 - 0     | Grêmio               | Independência    | 22 de abril | 21:00     | SporTV    |
| Internacional | 2 - 1     | Flamengo             | Beira-Rio        | 23 de abril | 11:00     | Premiere  |
| Vasco da Gama | 2 - 2     | Palmeiras            | Maracaná         | 23 de abril | 16:00     | TV Globo  |
| Santos        | 0 - 0     | Atlético Mineiro     | Vila Belmiro     | 23 de abril | 16:00     | TV Globo  |
| Coritiba      | 0 - 3     | Fortaleza            | Couto Pereira    | 23 de abril | 18:30     | Premiere  |
| Goiás         | 3 - 1     | Corinthians          | Hailé Pinheiro   | 23 de abril | 19:00     | Premiere  |
| Bahia         | 1 - 2     | Botafogo             | Arena Fonte Nova | 24 de abril | 20:00     | SporTV    |

| Jornada 3        | Jornada 3 | Jornada 3            | Jornada 3       | Jornada 3   | Jornada 3 | Jornada 3 | Jornada 3 |
| Local            | Resultado | Visitante            | Estadio         | Fecha       | Hora      | TV        |           |
| ---------------- | --------- | -------------------- | --------------- | ----------- | --------- | --------- | --------- |
| Coritiba         | 1 - 1     | São Paulo            | Couto Pereira   | 29 de abril | 16:30     | TV Globo  |           |
| Fortaleza        | 4 - 2     | Fluminense           | Castelão (CE)   | 29 de abril | 16:30     | Premiere  |           |
| Palmeiras        | 2 - 1     | Corinthians          | Allianz Parque  | 29 de abril | 18:30     | Premiere  |           |
| RB Bragantino    | 0 - 3     | Cruzeiro             | Nabi Abi Chedid | 29 de abril | 18:30     | Premiere  |           |
| Santos           | 3 - 2     | América Mineiro      | Vila Belmiro    | 29 de abril | 18:30     | Premiere  |           |
| Atlético Mineiro | 2 - 1     | Athletico Paranaense | Independência   | 29 de abril | 21:00     | SporTV    |           |
| Flamengo         | 2 - 3     | Botafogo             | Maracaná        | 30 de abril | 16:00     | TV Globo  |           |
| Internacional    | 1 - 0     | Goiás                | Beira-Rio       | 30 de abril | 18:30     | Premiere  |           |
| Cuiabá           | 1 - 2     | Grêmio               | Arena Pantanal  | 30 de abril | 18:30     | Premiere  |           |
| Vasco da Gama    | 0 - 1     | Bahia                | São Januário    | 1 de mayo   | 20:00     | SporTV    |           |

| Jornada 4            | Jornada 4 | Jornada 4        | Jornada 4         | Jornada 4 | Jornada 4 | Jornada 4 | Jornada 4 |
| Local                | Resultado | Visitante        | Estadio           | Fecha     | Hora      | TV        |           |
| -------------------- | --------- | ---------------- | ----------------- | --------- | --------- | --------- | --------- |
| Cruzeiro             | 2 - 1     | Santos           | Independência     | 6 de mayo | 16:00     | Premiere  |           |
| Fluminense           | 1 - 1     | Vasco da Gama    | Maracaná          | 6 de mayo | 21:00     | SporTV    |           |
| América Mineiro      | 1 - 2     | Cuiabá           | Independência     | 7 de mayo | 11:00     | Premiere  |           |
| Athletico Paranaense | 2 - 1     | Flamengo         | Arena da Baixada  | 7 de mayo | 16:00     | TV Globo  |           |
| São Paulo            | 2 - 0     | Internacional    | Morumbi           | 7 de mayo | 16:00     | TV Globo  |           |
| Bahia                | 3 - 1     | Coritiba         | Arena Fonte Nova  | 7 de mayo | 16:00     | TV Globo  |           |
| Grêmio               | 3 - 3     | RB Bragantino    | Arena do Grêmio   | 7 de mayo | 18:30     | SporTV    |           |
| Botafogo             | 2 - 0     | Atlético Mineiro | Nilton Santos     | 7 de mayo | 18:30     | Premiere  |           |
| Goiás                | 0 - 5     | Palmeiras        | Hailé Pinheiro    | 7 de mayo | 18:30     | Premiere  |           |
| Corinthians          | 1 - 1     | Fortaleza        | Neo Química Arena | 8 de mayo | 20:00     | Premiere  |           |

| Jornada 5     | Jornada 5 | Jornada 5            | Jornada 5       | Jornada 5  | Jornada 5 | Jornada 5 | Jornada 5 |
| Local         | Resultado | Visitante            | Estadio         | Fecha      | Hora      | TV        |           |
| ------------- | --------- | -------------------- | --------------- | ---------- | --------- | --------- | --------- |
| Santos        | 3 - 0     | Bahia                | Vila Belmiro    | 10 de mayo | 19:00     | Premiere  |           |
| RB Bragantino | 2 - 2     | América Mineiro      | Nabi Abi Chedid | 10 de mayo | 19:00     | Premiere  |           |
| Internacional | 0 - 2     | Athletico Paranaense | Beira-Rio       | 10 de mayo | 19:00     | SporTV    |           |
| Cuiabá        | 0 - 4     | Atlético Mineiro     | Arena Pantanal  | 10 de mayo | 20:00     | Premiere  |           |
| Flamengo      | 2 - 0     | Goiás                | Maracaná        | 10 de mayo | 20:00     | Premiere  |           |
| Palmeiras     | 4 - 1     | Grêmio               | Allianz Parque  | 10 de mayo | 21:30     | TV Globo  |           |
| Cruzeiro      | 0 - 2     | Fluminense           | Mineirão        | 10 de mayo | 21:30     | TV Globo  |           |
| Coritiba      | 1 - 1     | Vasco da Gama        | Couto Pereira   | 11 de mayo | 19:00     | Premiere  |           |
| Botafogo      | 3 - 0     | Corinthians          | Nilton Santos   | 11 de mayo | 19:30     | Premiere  |           |
| Fortaleza     | 0 - 0     | São Paulo            | Castelão (CE)   | 11 de mayo | 20:00     | SporTV    |           |

| Jornada 6            | Jornada 6 | Jornada 6     | Jornada 6         | Jornada 6  | Jornada 6 | Jornada 6    | Jornada 6 |
| Local                | Resultado | Visitante     | Estadio           | Fecha      | Hora      | TV           |           |
| -------------------- | --------- | ------------- | ----------------- | ---------- | --------- | ------------ | --------- |
| Bahia                | 2 - 3     | Flamengo      | Arena Fonte Nova  | 13 de mayo | 16:00     | Premiere     |           |
| Palmeiras            | 1 - 1     | RB Bragantino | Allianz Parque    | 13 de mayo | 18:30     | Premiere     |           |
| Fluminense           | 2 - 0     | Cuiabá        | Maracaná          | 13 de mayo | 18:30     | Premiere     |           |
| Atlético Mineiro     | 2 - 0     | Internacional | Mineirão          | 13 de mayo | 21:00     | SporTV       |           |
| Grêmio               | 0 - 0     | Fortaleza     | Arena do Grêmio   | 14 de mayo | 16:00     | TV Globo     |           |
| Corinthians          | 1 - 1     | São Paulo     | Neo Química Arena | 14 de mayo | 16:00     | TV Globo     |           |
| Vasco da Gama        | 0 - 1     | Santos        | São Januário      | 14 de mayo | 16:00     | TV Globo     |           |
| Athletico Paranaense | 3 - 2     | Coritiba      | Arena da Baixada  | 14 de mayo | 18:30     | Furacão Live |           |
| Goiás                | 2 - 1     | Botafogo      | Hailé Pinheiro    | 14 de mayo | 18:30     | Premiere     |           |
| América Mineiro      | 0 - 4     | Cruzeiro      | Independência     | 14 de mayo | 18:30     | SporTV       |           |

| Jornada 7       | Jornada 7 | Jornada 7            | Jornada 7        | Jornada 7  | Jornada 7 | Jornada 7 | Jornada 7 |
| Local           | Resultado | Visitante            | Estadio          | Fecha      | Hora      | TV        |           |
| --------------- | --------- | -------------------- | ---------------- | ---------- | --------- | --------- | --------- |
| Bahia           | 1 - 1     | Goiás                | Arena Fonte Nova | 20 de mayo | 16:00     | Premiere  |           |
| América Mineiro | 2 - 1     | Fortaleza            | Independência    | 20 de mayo | 18:30     | Premiere  |           |
| RB Bragantino   | 2 - 0     | Athletico Paranaense | Nabi Abi Chedid  | 20 de mayo | 18:30     | Premiere  |           |
| Coritiba        | 1 - 2     | Atlético Mineiro     | Couto Pereira    | 20 de mayo | 18:30     | Premiere  |           |
| São Paulo       | 4 - 2     | Vasco da Gama        | Morumbi          | 20 de mayo | 18:30     | Premiere  |           |
| Botafogo        | 1 - 0     | Fluminense           | Nilton Santos    | 20 de mayo | 18:30     | Premiere  |           |
| Santos          | 0 - 0     | Palmeiras            | Vila Belmiro     | 20 de mayo | 21:00     | SporTV    |           |
| Flamengo        | 1 - 0     | Corinthians          | Maracaná         | 21 de mayo | 16:00     | TV Globo  |           |
| Grêmio          | 3 - 1     | Internacional        | Arena do Grêmio  | 21 de mayo | 18:30     | Premiere  |           |
| Cruzeiro        | 0 - 1     | Cuiabá               | Arena do Jacaré  | 22 de mayo | 20:00     | SporTV    |           |

| Jornada 8            | Jornada 8 | Jornada 8       | Jornada 8         | Jornada 8  | Jornada 8 | Jornada 8    | Jornada 8 |
| Local                | Resultado | Visitante       | Estadio           | Fecha      | Hora      | TV           |           |
| -------------------- | --------- | --------------- | ----------------- | ---------- | --------- | ------------ | --------- |
| Athletico Paranaense | 1 - 2     | Grêmio          | Arena da Baixada  | 27 de mayo | 16:00     | Rede Furacão |           |
| Fortaleza            | 2 - 0     | Vasco da Gama   | Castelão (CE)     | 27 de mayo | 16:00     | Premiere     |           |
| Cuiabá               | 1 - 1     | Coritiba        | Arena Pantanal    | 27 de mayo | 18:30     | Premiere     |           |
| Flamengo             | 1 - 1     | Cruzeiro        | Maracaná          | 27 de mayo | 18:30     | Premiere     |           |
| São Paulo            | 2 - 1     | Goiás           | Morumbi           | 27 de mayo | 21:00     | SporTV       |           |
| Corinthians          | 2 - 0     | Fluminense      | Neo Química Arena | 28 de mayo | 16:00     | TV Globo     |           |
| Internacional        | 2 - 0     | Bahia           | Beira-Rio         | 28 de mayo | 16:00     | TV Globo     |           |
| RB Bragantino        | 2 - 0     | Santos          | Nabi Abi Chedid   | 28 de mayo | 18:30     | Premiere     |           |
| Atlético Mineiro     | 1 - 1     | Palmeiras       | Mineirão          | 28 de mayo | 18:30     | Premiere     |           |
| Botafogo             | 2 - 0     | América Mineiro | Nilton Santos     | 28 de mayo | 19:00     | Premiere     |           |

| Jornada 9            | Jornada 9 | Jornada 9        | Jornada 9        | Jornada 9  | Jornada 9 | Jornada 9    | Jornada 9 |
| Local                | Resultado | Visitante        | Estadio          | Fecha      | Hora      | TV           |           |
| -------------------- | --------- | ---------------- | ---------------- | ---------- | --------- | ------------ | --------- |
| Fortaleza            | 0 - 0     | Bahia            | Castelão (CE)    | 3 de junio | 16:00     | Premiere     |           |
| América Mineiro      | 2 - 0     | Corinthians      | Independência    | 3 de junio | 18:30     | Premiere     |           |
| Athletico Paranaense | 1 - 0     | Botafogo         | Arena da Baixada | 3 de junio | 18:30     | Rede Furacão |           |
| Cruzeiro             | 0 - 1     | Atlético Mineiro | Parque do Sabiá  | 3 de junio | 18:30     | Premiere     |           |
| Santos               | 1 - 1     | Internacional    | Vila Belmiro     | 3 de junio | 21:00     | SporTV       |           |
| Fluminense           | 2 - 1     | RB Bragantino    | Maracaná         | 4 de junio | 16:00     | TV Globo     |           |
| Grêmio               | 2 - 1     | São Paulo        | Arena do Grêmio  | 4 de junio | 16:00     | TV Globo     |           |
| Goiás                | 0 - 1     | Cuiabá           | Hailé Pinheiro   | 4 de junio | 18:30     | Premiere     |           |
| Palmeiras            | 3 - 1     | Coritiba         | Allianz Parque   | 4 de junio | 18:30     | SporTV       |           |
| Vasco da Gama        | 1 - 4     | Flamengo         | Maracaná         | 5 de junio | 20:00     | Premiere     |           |

| Jornada 10       | Jornada 10 | Jornada 10           | Jornada 10        | Jornada 10  | Jornada 10 | Jornada 10 | Jornada 10 |
| Local            | Resultado  | Visitante            | Estadio           | Fecha       | Hora       | TV         |            |
| ---------------- | ---------- | -------------------- | ----------------- | ----------- | ---------- | ---------- | ---------- |
| Coritiba         | 0 - 0      | Santos               | Couto Pereira     | 10 de junio | 16:00      | Premiere   |            |
| Atlético Mineiro | 1 - 1      | RB Bragantino        | Mineirão          | 10 de junio | 18:30      | Premiere   |            |
| Bahia            | 2 - 2      | Cruzeiro             | Arena Fonte Nova  | 10 de junio | 18:30      | SporTV     |            |
| Corinthians      | 1 - 1      | Cuiabá               | Neo Química Arena | 10 de junio | 18:30      | —          |            |
| Botafogo         | 2 - 0      | Fortaleza            | Nilton Santos     | 10 de junio | 21:00      | Premiere   |            |
| América Mineiro  | 2 - 2      | Athletico Paranaense | Mineirão          | 11 de junio | 11:00      | Premiere   |            |
| São Paulo        | 0 - 2      | Palmeiras            | Morumbi           | 11 de junio | 16:00      | —          |            |
| Internacional    | 2 - 1      | Vasco da Gama        | Beira-Rio         | 11 de junio | 16:00      | TV Globo   |            |
| Goiás            | 2 - 2      | Fluminense           | Hailé Pinheiro    | 11 de junio | 18:30      | SporTV     |            |
| Flamengo         | 3 - 0      | Grêmio               | Maracaná          | 11 de junio | 18:30      | Premiere   |            |

| Jornada 11    | Jornada 11 | Jornada 11           | Jornada 11          | Jornada 11  | Jornada 11 | Jornada 11 | Jornada 11 |
| Local         | Resultado  | Visitante            | Estadio             | Fecha       | Hora       | TV         |            |
| ------------- | ---------- | -------------------- | ------------------- | ----------- | ---------- | ---------- | ---------- |
| São Paulo     | 2 - 1      | Athletico Paranaense | Morumbi             | 21 de junio | 19:00      | SporTV     |            |
| Cruzeiro      | 0 - 1      | Fortaleza            | Mineirão            | 21 de junio | 19:00      | Premiere   |            |
| Santos        | 0 - 2      | Corinthians          | Vila Belmiro        | 21 de junio | 20:00      | Premiere   |            |
| Fluminense    | 1 - 1      | Atlético Mineiro     | Raulino de Oliveira | 21 de junio | 21:30      | TV Globo   |            |
| Bahia         | 1 - 0      | Palmeiras            | Arena Fonte Nova    | 21 de junio | 21:30      | TV Globo   |            |
| Grêmio        | 3 - 1      | América Mineiro      | Arena do Grêmio     | 22 de junio | 19:00      | SporTV     |            |
| Cuiabá        | 0 - 1      | Botafogo             | Arena Pantanal      | 22 de junio | 20:00      | Premiere   |            |
| Coritiba      | 0 - 1      | Internacional        | Couto Pereira       | 22 de junio | 20:00      | Premiere   |            |
| Vasco da Gama | 0 - 1      | Goiás                | São Januário        | 22 de junio | 20:00      | Premiere   |            |
| RB Bragantino | 4 - 0      | Flamengo             | Nabi Abi Chedid     | 22 de junio | 21:30      | Premiere   |            |

| Jornada 12           | Jornada 12 | Jornada 12       | Jornada 12       | Jornada 12  | Jornada 12 | Jornada 12   | Jornada 12 |
| Local                | Resultado  | Visitante        | Estadio          | Fecha       | Hora       | TV           |            |
| -------------------- | ---------- | ---------------- | ---------------- | ----------- | ---------- | ------------ | ---------- |
| Athletico Paranaense | 1 - 0      | Corinthians      | Arena da Baixada | 24 de junio | 16:00      | Furacão Live |            |
| Fluminense           | 2 - 1      | Bahia            | Maracaná         | 24 de junio | 18:30      | Premiere     |            |
| Fortaleza            | 2 - 1      | Atlético Mineiro | Castelão (CE)    | 24 de junio | 18:30      | Premiere     |            |
| Cruzeiro             | 1 - 0      | São Paulo        | Independência    | 24 de junio | 21:00      | SporTV       |            |
| Grêmio               | 5 - 1      | Coritiba         | Arena do Grêmio  | 25 de junio | 16:00      | TV Globo     |            |
| Palmeiras            | 0 - 1      | Botafogo         | Allianz Parque   | 25 de junio | 16:00      | TV Globo     |            |
| América Mineiro      | 1 - 2      | Internacional    | Independência    | 25 de junio | 18:30      | Premiere     |            |
| RB Bragantino        | 2 - 0      | Goiás            | Nabi Abi Chedid  | 25 de junio | 18:30      | Premiere     |            |
| Santos               | 2 - 3      | Flamengo         | Vila Belmiro     | 25 de junio | 18:30      | Premiere     |            |
| Vasco da Gama        | 1 - 0      | Cuiabá           | Luso Brasileiro  | 26 de junio | 21:00      | SporTV       |            |

| Jornada 13           | Jornada 13 | Jornada 13      | Jornada 13        | Jornada 13 | Jornada 13 | Jornada 13 |
| Local                | Resultado  | Visitante       | Estadio           | Fecha      | Hora       | TV         |
| -------------------- | ---------- | --------------- | ----------------- | ---------- | ---------- | ---------- |
| São Paulo            | 1 - 0      | Fluminense      | Morumbi           | 1 de julio | 16:00      | Premiere   |
| Bahia                | 1 - 2      | Grêmio          | Arena Fonte Nova  | 1 de julio | 18:30      | Premiere   |
| Flamengo             | 2 - 0      | Fortaleza       | Maracaná          | 1 de julio | 18:30      | Premiere   |
| Internacional        | 0 - 0      | Cruzeiro        | Beira-Rio         | 1 de julio | 21:00      | SporTV     |
| Corinthians          | 0 - 1      | RB Bragantino   | Neo Química Arena | 2 de julio | 11:00      | Premiere   |
| Athletico Paranaense | 2 - 2      | Palmeiras       | Arena da Baixada  | 2 de julio | 16:00      | TV Globo   |
| Botafogo             | 2 - 0      | Vasco da Gama   | Nilton Santos     | 2 de julio | 16:00      | TV Globo   |
| Atlético Mineiro     | 2 - 2      | América Mineiro | Mineirão          | 2 de julio | 16:00      | TV Globo   |
| Cuiabá               | 3 - 0      | Santos          | Arena Pantanal    | 2 de julio | 18:30      | SporTV     |
| Goiás                | 1 - 2      | Coritiba        | Hailé Pinheiro    | 3 de julio | 20:00      | Premiere   |

| Jornada 14       | Jornada 14 | Jornada 14           | Jornada 14      | Jornada 14 | Jornada 14 | Jornada 14 | Jornada 14 |
| Local            | Resultado  | Visitante            | Estadio         | Fecha      | Hora       | TV         |            |
| ---------------- | ---------- | -------------------- | --------------- | ---------- | ---------- | ---------- | ---------- |
| Vasco da Gama    | 0 - 1      | Cruzeiro             | São Januário    | 8 de julio | 16:00      | Premiere   |            |
| Cuiabá           | 1 - 1      | Bahia                | Arena Pantanal  | 8 de julio | 16:00      | Premiere   |            |
| Coritiba         | 3 - 1      | América Mineiro      | Couto Pereira   | 8 de julio | 18:30      | Premiere   |            |
| Atlético Mineiro | 0 - 1      | Corinthians          | Mineirão        | 8 de julio | 18:30      | Premiere   |            |
| Palmeiras        | 1 - 1      | Flamengo             | Allianz Parque  | 8 de julio | 21:00      | SporTV     |            |
| Santos           | 4 - 3      | Goiás                | Vila Belmiro    | 9 de julio | 11:00      | Premiere   |            |
| Fluminense       | 2 - 0      | Internacional        | Maracaná        | 9 de julio | 16:00      | TV Globo   |            |
| RB Bragantino    | 0 - 0      | São Paulo            | Nabi Abi Chedid | 9 de julio | 16:00      | TV Globo   |            |
| Grêmio           | 0 - 2      | Botafogo             | Arena do Grêmio | 9 de julio | 18:30      | SporTV     |            |
| Fortaleza        | 1 - 0      | Athletico Paranaense | Castelão (CE)   | 9 de julio | 18:30      | Premiere   |            |

| Jornada 15           | Jornada 15 | Jornada 15       | Jornada 15        | Jornada 15       | Jornada 15 | Jornada 15   | Jornada 15 |
| Local                | Resultado  | Visitante        | Estadio           | Fecha            | Hora       | TV           |            |
| -------------------- | ---------- | ---------------- | ----------------- | ---------------- | ---------- | ------------ | ---------- |
| Botafogo             | 2 - 0      | RB Bragantino    | Nilton Santos     | 15 de julio      | 21:00      | Premiere     |            |
| Cruzeiro             | 0 - 0      | Coritiba         | Independência     | 16 de julio      | 11:00      | Premiere     |            |
| Fluminense           | 0 - 0      | Flamengo         | Maracaná          | 16 de julio      | 16:00      | TV Globo     |            |
| São Paulo            | 4 - 1      | Santos           | Morumbi           | 16 de julio      | 16:00      | TV Globo     |            |
| Fortaleza            | 0 - 1      | Cuiabá           | Castelão (CE)     | 16 de julio      | 16:00      | TV Globo     |            |
| Internacional        | 0 - 0      | Palmeiras        | Beira-Rio         | 16 de julio      | 18:30      | Premiere     |            |
| Athletico Paranaense | 2 - 0      | Bahia            | Arena da Baixada  | 16 de julio      | 18:30      | Rede Furacão |            |
| Goiás                | 0 - 0      | Atlético Mineiro | Hailé Pinheiro    | 17 de julio      | 20:00      | SporTV       |            |
| Corinthians          | 4 - 4      | Grêmio           | Neo Química Arena | 18 de septiembre | 21:00      | Premiere     |            |
| América Mineiro      | 0 - 1      | Vasco da Gama    | Independência     | 25 de septiembre | 20:00      | Premiere     |            |

| Jornada 16    | Jornada 16 | Jornada 16           | Jornada 16       | Jornada 16  | Jornada 16 | Jornada 16 | Jornada 16 |
| Local         | Resultado  | Visitante            | Estadio          | Fecha       | Hora       | TV         |            |
| ------------- | ---------- | -------------------- | ---------------- | ----------- | ---------- | ---------- | ---------- |
| Flamengo      | 1 - 1      | América Mineiro      | Maracaná         | 22 de julio | 16:00      | Premiere   |            |
| Palmeiras     | 3 - 1      | Fortaleza            | Allianz Parque   | 22 de julio | 16:00      | Premiere   |            |
| Bahia         | 0 - 0      | Corinthians          | Arena Fonte Nova | 22 de julio | 18:30      | Premiere   |            |
| Cuiabá        | 2 - 1      | São Paulo            | Arena Pantanal   | 22 de julio | 18:30      | Premiere   |            |
| Grêmio        | 1 - 0      | Atlético Mineiro     | Arena do Grêmio  | 22 de julio | 21:00      | SporTV     |            |
| Santos        | 2 - 2      | Botafogo             | Vila Belmiro     | 23 de julio | 16:00      | TV Globo   |            |
| RB Bragantino | 0 - 0      | Internacional        | Nabi Abi Chedid  | 23 de julio | 16:00      | TV Globo   |            |
| Cruzeiro      | 0 - 1      | Goiás                | Independência    | 23 de julio | 16:00      | TV Globo   |            |
| Vasco da Gama | 0 - 2      | Athletico Paranaense | São Januário     | 23 de julio | 18:30      | SporTV     |            |
| Coritiba      | 2 - 0      | Fluminense           | Couto Pereira    | 24 de julio | 19:00      | Premiere   |            |

| Jornada 17           | Jornada 17 | Jornada 17    | Jornada 17        | Jornada 17  | Jornada 17 | Jornada 17   | Jornada 17 |
| Local                | Resultado  | Visitante     | Estadio           | Fecha       | Hora       | TV           |            |
| -------------------- | ---------- | ------------- | ----------------- | ----------- | ---------- | ------------ | ---------- |
| Athletico Paranaense | 3 - 3      | Cruzeiro      | Arena da Baixada  | 29 de julio | 16:00      | Rede Furacão |            |
| Internacional        | 1 - 2      | Cuiabá        | Beira-Rio         | 29 de julio | 16:00      | Premiere     |            |
| Fluminense           | 1 - 0      | Santos        | Maracaná          | 29 de julio | 16:00      | Premiere     |            |
| Fortaleza            | 0 - 3      | RB Bragantino | Castelão (CE)     | 29 de julio | 18:30      | Premiere     |            |
| Corinthians          | 3 - 1      | Vasco da Gama | Neo Química Arena | 29 de julio | 18:30      | Premiere     |            |
| Atlético Mineiro     | 1 - 2      | Flamengo      | Independência     | 29 de julio | 21:00      | SporTV       |            |
| São Paulo            | 0 - 0      | Bahia         | Morumbi           | 30 de julio | 11:00      | Premiere     |            |
| Botafogo             | 4 - 1      | Coritiba      | Nilton Santos     | 30 de julio | 16:00      | TV Globo     |            |
| América Mineiro      | 1 - 4      | Palmeiras     | Independência     | 30 de julio | 16:00      | TV Globo     |            |
| Goiás                | 1 - 1      | Grêmio        | Hailé Pinheiro    | 30 de julio | 18:30      | SporTV       |            |

| Jornada 18    | Jornada 18 | Jornada 18           | Jornada 18       | Jornada 18  | Jornada 18 | Jornada 18 | Jornada 18 |
| Local         | Resultado  | Visitante            | Estadio          | Fecha       | Hora       | TV         |            |
| ------------- | ---------- | -------------------- | ---------------- | ----------- | ---------- | ---------- | ---------- |
| Santos        | 1 - 1      | Athletico Paranaense | Vila Belmiro     | 5 de agosto | 16:00      | Premiere   |            |
| Internacional | 2 - 2      | Corinthians          | Beira-Rio        | 5 de agosto | 18:30      | Premiere   |            |
| Goiás         | 1 - 0      | Fortaleza            | Hailé Pinheiro   | 5 de agosto | 18:30      | TV Globo   |            |
| Fluminense    | 2 - 1      | Palmeiras            | Maracaná         | 5 de agosto | 21:00      | SporTV     |            |
| São Paulo     | 0 - 2      | Atlético Mineiro     | Morumbi          | 6 de agosto | 16:00      | TV Globo   |            |
| Vasco da Gama | 1 - 0      | Grêmio               | São Januário     | 6 de agosto | 16:00      | TV Globo   |            |
| Cruzeiro      | 0 - 0      | Botafogo             | Mineirão         | 6 de agosto | 18:30      | SporTV     |            |
| Bahia         | 3 - 1      | América Mineiro      | Arena Fonte Nova | 6 de agosto | 18:30      | Premiere   |            |
| Coritiba      | 0 - 1      | RB Bragantino        | Couto Pereira    | 6 de agosto | 18:30      | Premiere   |            |
| Cuiabá        | 3 - 0      | Flamengo             | Arena Pantanal   | 6 de agosto | 20:00      | Premiere   |            |

| Jornada 19           | Jornada 19 | Jornada 19    | Jornada 19        | Jornada 19   | Jornada 19 | Jornada 19   | Jornada 19 |
| Local                | Resultado  | Visitante     | Estadio           | Fecha        | Hora       | TV           |            |
| -------------------- | ---------- | ------------- | ----------------- | ------------ | ---------- | ------------ | ---------- |
| Botafogo             | 3 - 1      | Internacional | Nilton Santos     | 12 de agosto | 21:00      | SporTV       |            |
| Atlético Mineiro     | 1 - 0      | Bahia         | Mineirão          | 13 de agosto | 11:00      | Premiere     |            |
| Corinthians          | 3 - 1      | Coritiba      | Neo Química Arena | 13 de agosto | 16:00      | TV Globo     |            |
| Grêmio               | 2 - 1      | Fluminense    | Arena do Grêmio   | 13 de agosto | 16:00      | TV Globo     |            |
| América Mineiro      | 0 - 1      | Goiás         | Independência     | 13 de agosto | 16:00      | Premiere     |            |
| Flamengo             | 1 - 1      | São Paulo     | Maracaná          | 13 de agosto | 18:30      | Premiere     |            |
| Fortaleza            | 4 - 0      | Santos        | Castelão (CE)     | 13 de agosto | 18:30      | Premiere     |            |
| Palmeiras            | 1 - 0      | Cruzeiro      | Allianz Parque    | 14 de agosto | 19:00      | Premiere     |            |
| RB Bragantino        | 1 - 1      | Vasco da Gama | Nabi Abi Chedid   | 14 de agosto | 21:00      | SporTV       |            |
| Athletico Paranaense | 2 - 0      | Cuiabá        | Arena da Baixada  | 15 de agosto | 20:00      | Rede Furacão |            |

### Segunda rueda
| Jornada 20    | Jornada 20 | Jornada 20           | Jornada 20       | Jornada 20   | Jornada 20 | Jornada 20 |
| Local         | Resultado  | Visitante            | Estadio          | Fecha        | Hora       | TV         |
| ------------- | ---------- | -------------------- | ---------------- | ------------ | ---------- | ---------- |
| Internacional | 0 - 1      | Fortaleza            | Beira-Rio        | 19 de agosto | 16:00      | SporTV     |
| São Paulo     | 0 - 0      | Botafogo             | Morumbi          | 19 de agosto | 16:00      | Premiere   |
| Cuiabá        | 0 - 2      | Palmeiras            | Arena Pantanal   | 19 de agosto | 18:30      | Premiere   |
| Fluminense    | 3 - 1      | América Mineiro      | Maracaná         | 19 de agosto | 18:30      | Premiere   |
| Cruzeiro      | 1 - 1      | Corinthians          | Mineirão         | 19 de agosto | 21:00      | SporTV     |
| Vasco da Gama | 1 - 0      | Atlético Mineiro     | São Januário     | 20 de agosto | 11:00      | Premiere   |
| Bahia         | 4 - 0      | RB Bragantino        | Arena Fonte Nova | 20 de agosto | 16:00      | TV Globo   |
| Coritiba      | 2 - 3      | Flamengo             | Couto Pereira    | 20 de agosto | 16:00      | TV Globo   |
| Santos        | 2 - 1      | Grêmio               | Vila Belmiro     | 20 de agosto | 16:00      | TV Globo   |
| Goiás         | 1 - 1      | Athletico Paranaense | Hailé Pinheiro   | 21 de agosto | 20:00      | Premiere   |

| Jornada 21           | Jornada 21 | Jornada 21    | Jornada 21             | Jornada 21   | Jornada 21 | Jornada 21   | Jornada 21 |
| Local                | Resultado  | Visitante     | Estadio                | Fecha        | Hora       | TV           |            |
| -------------------- | ---------- | ------------- | ---------------------- | ------------ | ---------- | ------------ | ---------- |
| Flamengo             | 0 - 0      | Internacional | Maracaná               | 26 de agosto | 18:30      | Premiere     |            |
| Corinthians          | 1 - 1      | Goiás         | Neo Química Arena      | 26 de agosto | 21:00      | SporTV       |            |
| RB Bragantino        | 2 - 0      | Cuiabá        | Nabi Abi Chedid        | 27 de agosto | 11:00      | Premiere     |            |
| Botafogo             | 3 - 0      | Bahia         | Nilton Santos          | 27 de agosto | 16:00      | TV Globo     |            |
| Atlético Mineiro     | 2 - 0      | Santos        | Arena MRV              | 27 de agosto | 16:00      | TV Globo     |            |
| América Mineiro      | 2 - 1      | São Paulo     | Independência          | 27 de agosto | 16:00      | TV Globo     |            |
| Athletico Paranaense | 2 - 2      | Fluminense    | Arena da Baixada       | 27 de agosto | 18:30      | Rede Furacão |            |
| Palmeiras            | 1 - 0      | Vasco da Gama | Allianz Parque         | 27 de agosto | 18:30      | Premiere     |            |
| Fortaleza            | 3 - 1      | Coritiba      | Presidente Vargas (CE) | 27 de agosto | 18:30      | Premiere     |            |
| Grêmio               | 3 - 0      | Cruzeiro      | Arena do Grêmio        | 27 de agosto | 19:00      | SporTV       |            |

| Jornada 22           | Jornada 22 | Jornada 22       | Jornada 22          | Jornada 22       | Jornada 22 | Jornada 22   | Jornada 22 |
| Local                | Resultado  | Visitante        | Estadio             | Fecha            | Hora       | TV           |            |
| -------------------- | ---------- | ---------------- | ------------------- | ---------------- | ---------- | ------------ | ---------- |
| Goiás                | 0 - 0      | Internacional    | Hailé Pinheiro      | 2 de septiembre  | 16:00      | Premiere     |            |
| Athletico Paranaense | 1 - 1      | Atlético Mineiro | Arena da Baixada    | 2 de septiembre  | 16:00      | Rede Furacão |            |
| Botafogo             | 1 - 2      | Flamengo         | Nilton Santos       | 2 de septiembre  | 21:00      | SporTV       |            |
| Grêmio               | 2 - 0      | Cuiabá           | Arena do Grêmio     | 3 de septiembre  | 11:00      | Premiere     |            |
| Corinthians          | 0 - 0      | Palmeiras        | Neo Química Arena   | 3 de septiembre  | 16:00      | TV Globo     |            |
| Fluminense           | 1 - 0      | Fortaleza        | Raulino de Oliveira | 3 de septiembre  | 16:00      | TV Globo     |            |
| América Mineiro      | 2 - 0      | Santos           | Independência       | 3 de septiembre  | 18:30      | Premiere     |            |
| Bahia                | 1 - 1      | Vasco da Gama    | Arena Fonte Nova    | 3 de septiembre  | 18:30      | SporTV       |            |
| Cruzeiro             | 0 - 0      | RB Bragantino    | Mineirão            | 3 de septiembre  | 18:30      | Premiere     |            |
| São Paulo            | 2 - 1      | Coritiba         | Morumbi             | 27 de septiembre | 19:00      | Premiere     |            |

| Jornada 23       | Jornada 23 | Jornada 23           | Jornada 23      | Jornada 23       | Jornada 23 | Jornada 23 | Jornada 23 |
| Local            | Resultado  | Visitante            | Estadio         | Fecha            | Hora       | TV         |            |
| ---------------- | ---------- | -------------------- | --------------- | ---------------- | ---------- | ---------- | ---------- |
| Flamengo         | 0 - 3      | Athletico Paranaense | Kléber Andrade  | 13 de septiembre | 21:30      | TV Globo   |            |
| Internacional    | 2 - 1      | São Paulo            | Beira-Rio       | 13 de septiembre | 21:30      | TV Globo   |            |
| Santos           | 0 - 3      | Cruzeiro             | Vila Belmiro    | 14 de septiembre | 19:00      | Premiere   |            |
| Fortaleza        | 2 - 1      | Corinthians          | Castelão (CE)   | 14 de septiembre | 19:00      | Premiere   |            |
| Coritiba         | 2 - 4      | Bahia                | Couto Pereira   | 14 de septiembre | 20:00      | Premiere   |            |
| RB Bragantino    | 2 - 0      | Grêmio               | Nabi Abi Chedid | 14 de septiembre | 21:30      | SporTV     |            |
| Cuiabá           | 2 - 2      | América Mineiro      | Arena Pantanal  | 15 de septiembre | 20:00      | Premiere   |            |
| Palmeiras        | 1 - 0      | Goiás                | Allianz Parque  | 15 de septiembre | 21:30      | Premiere   |            |
| Vasco da Gama    | 4 - 2      | Fluminense           | Nilton Santos   | 16 de septiembre | 16:00      | Premiere   |            |
| Atlético Mineiro | 1 - 0      | Botafogo             | Arena MRV       | 16 de septiembre | 21:00      | SporTV     |            |

| Jornada 24           | Jornada 24 | Jornada 24    | Jornada 24        | Jornada 24       | Jornada 24 | Jornada 24   | Jornada 24 |
| Local                | Resultado  | Visitante     | Estadio           | Fecha            | Hora       | TV           |            |
| -------------------- | ---------- | ------------- | ----------------- | ---------------- | ---------- | ------------ | ---------- |
| Bahia                | 1 - 2      | Santos        | Arena Fonte Nova  | 18 de septiembre | 20:00      | Premiere     |            |
| América Mineiro      | 0 - 2      | RB Bragantino | Independência     | 19 de septiembre | 21:30      | Premiere     |            |
| Goiás                | 0 - 0      | Flamengo      | Hailé Pinheiro    | 20 de septiembre | 19:00      | Premiere     |            |
| Fluminense           | 1 - 0      | Cruzeiro      | Maracaná          | 20 de septiembre | 21:30      | TV Globo     |            |
| São Paulo            | 1 - 2      | Fortaleza     | Morumbi           | 20 de septiembre | 21:30      | TV Globo     |            |
| Vasco da Gama        | 5 - 1      | Coritiba      | São Januário      | 21 de septiembre | 19:00      | Premiere     |            |
| Athletico Paranaense | 2 - 1      | Internacional | Arena da Baixada  | 21 de septiembre | 19:30      | Rede Furacão |            |
| Grêmio               | 1 - 0      | Palmeiras     | Arena do Grêmio   | 21 de septiembre | 21:30      | SporTV       |            |
| Corinthians          | 1 - 0      | Botafogo      | Neo Química Arena | 22 de septiembre | 20:00      | Premiere     |            |
| Atlético Mineiro     | 1 - 0      | Cuiabá        | Arena MRV         | 23 de septiembre | 21:00      | SporTV       |            |

| Jornada 25    | Jornada 25 | Jornada 25           | Jornada 25      | Jornada 25       | Jornada 25 | Jornada 25 | Jornada 25 |
| Local         | Resultado  | Visitante            | Estadio         | Fecha            | Hora       | TV         |            |
| ------------- | ---------- | -------------------- | --------------- | ---------------- | ---------- | ---------- | ---------- |
| Flamengo      | 1 - 0      | Bahia                | Maracaná        | 30 de septiembre | 16:00      | Premiere   |            |
| Fortaleza     | 1 - 1      | Grêmio               | Castelão (CE)   | 30 de septiembre | 16:00      | Premiere   |            |
| Cuiabá        | 3 - 0      | Fluminense           | Arena Pantanal  | 30 de septiembre | 18:30      | Premiere   |            |
| São Paulo     | 2 - 1      | Corinthians          | Morumbi         | 30 de septiembre | 18:30      | Premiere   |            |
| Internacional | 0 - 2      | Atlético Mineiro     | Beira-Rio       | 30 de septiembre | 21:00      | SporTV     |            |
| Santos        | 4 - 1      | Vasco da Gama        | Vila Belmiro    | 1 de octubre     | 16:00      | TV Globo   |            |
| Cruzeiro      | 1 - 1      | América Mineiro      | Mineirão        | 1 de octubre     | 16:00      | TV Globo   |            |
| Coritiba      | 2 - 0      | Athletico Paranaense | Couto Pereira   | 1 de octubre     | 16:00      | TV Globo   |            |
| RB Bragantino | 2 - 1      | Palmeiras            | Nabi Abi Chedid | 1 de octubre     | 18:30      | Premiere   |            |
| Botafogo      | 1 - 1      | Goiás                | Nilton Santos   | 2 de octubre     | 20:00      | SporTV     |            |

| Jornada 26           | Jornada 26 | Jornada 26      | Jornada 26        | Jornada 26    | Jornada 26 | Jornada 26   | Jornada 26 |
| Local                | Resultado  | Visitante       | Estadio           | Fecha         | Hora       | TV           |            |
| -------------------- | ---------- | --------------- | ----------------- | ------------- | ---------- | ------------ | ---------- |
| Goiás                | 4 - 6      | Bahia           | Hailé Pinheiro    | 7 de octubre  | 16:00      | Premiere     |            |
| Vasco da Gama        | 0 - 0      | São Paulo       | São Januário      | 7 de octubre  | 18:30      | Premiere     |            |
| Corinthians          | 1 - 1      | Flamengo        | Neo Química Arena | 7 de octubre  | 21:00      | SporTV       |            |
| Palmeiras            | 1 - 2      | Santos          | Arena Barueri     | 8 de octubre  | 16:00      | TV Globo     |            |
| Fluminense           | 0 - 2      | Botafogo        | Maracaná          | 8 de octubre  | 16:00      | TV Globo     |            |
| Internacional        | 3 - 2      | Grêmio          | Beira-Rio         | 8 de octubre  | 16:00      | TV Globo     |            |
| Atlético Mineiro     | 1 - 2      | Coritiba        | Arena MRV         | 8 de octubre  | 18:30      | Premiere     |            |
| Athletico Paranaense | 1 - 1      | RB Bragantino   | Arena da Baixada  | 8 de octubre  | 18:30      | Rede Furacão |            |
| Fortaleza            | 3 - 2      | América Mineiro | Castelão (CE)     | 8 de octubre  | 18:30      | Premiere     |            |
| Cuiabá               | 0 - 0      | Cruzeiro        | Arena Pantanal    | 14 de octubre | 21:00      | SporTV       |            |

| Jornada 27      | Jornada 27 | Jornada 27           | Jornada 27       | Jornada 27    | Jornada 27 | Jornada 27 | Jornada 27 |
| Local           | Resultado  | Visitante            | Estadio          | Fecha         | Hora       | TV         |            |
| --------------- | ---------- | -------------------- | ---------------- | ------------- | ---------- | ---------- | ---------- |
| Grêmio          | 1 - 2      | Athletico Paranaense | Arena do Grêmio  | 18 de octubre | 19:00      | SporTV     |            |
| América Mineiro | 1 - 2      | Botafogo             | Independência    | 18 de octubre | 20:00      | Premiere   |            |
| Coritiba        | 0 - 3      | Cuiabá               | Couto Pereira    | 18 de octubre | 20:00      | Premiere   |            |
| Vasco da Gama   | 1 - 0      | Fortaleza            | São Januário     | 18 de octubre | 21:30      | TV Globo   |            |
| Bahia           | 1 - 0      | Internacional        | Arena Fonte Nova | 18 de octubre | 21:30      | TV Globo   |            |
| Goiás           | 2 - 0      | São Paulo            | Hailé Pinheiro   | 18 de octubre | 21:30      | TV Globo   |            |
| Palmeiras       | 0 - 2      | Atlético Mineiro     | Allianz Parque   | 19 de octubre | 19:00      | Premiere   |            |
| Cruzeiro        | 0 - 2      | Flamengo             | Mineirão         | 19 de octubre | 19:00      | Premiere   |            |
| Santos          | 1 - 3      | RB Bragantino        | Vila Belmiro     | 19 de octubre | 20:00      | Premiere   |            |
| Fluminense      | 3 - 3      | Corinthians          | Maracaná         | 19 de octubre | 21:30      | SporTV     |            |

| Jornada 28       | Jornada 28 | Jornada 28           | Jornada 28        | Jornada 28    | Jornada 28 | Jornada 28 | Jornada 28 |
| Local            | Resultado  | Visitante            | Estadio           | Fecha         | Hora       | TV         |            |
| ---------------- | ---------- | -------------------- | ----------------- | ------------- | ---------- | ---------- | ---------- |
| Cuiabá           | 1 - 1      | Goiás                | Arena Pantanal    | 21 de octubre | 18:30      | Premiere   |            |
| Bahia            | 2 - 0      | Fortaleza            | Arena Fonte Nova  | 21 de octubre | 18:30      | Premiere   |            |
| São Paulo        | 3 - 0      | Grêmio               | Morumbi           | 21 de octubre | 18:30      | Premiere   |            |
| Botafogo         | 1 - 1      | Athletico Paranaense | Nilton Santos     | 22 de octubre | 15:00      | SporTV     |            |
| Atlético Mineiro | 0 - 1      | Cruzeiro             | Arena MRV         | 22 de octubre | 16:00      | TV Globo   |            |
| Internacional    | 7 - 1      | Santos               | Beira-Rio         | 22 de octubre | 16:00      | TV Globo   |            |
| Flamengo         | 1 - 0      | Vasco da Gama        | Maracaná          | 22 de octubre | 16:00      | TV Globo   |            |
| Corinthians      | 1 - 1      | América Mineiro      | Neo Química Arena | 22 de octubre | 18:30      | Premiere   |            |
| RB Bragantino    | 1 - 0      | Fluminense           | Nabi Abi Chedid   | 22 de octubre | 18:30      | Premiere   |            |
| Coritiba         | 0 - 2      | Palmeiras            | Couto Pereira     | 22 de octubre | 18:30      | Premiere   |            |

| Jornada 29           | Jornada 29 | Jornada 29       | Jornada 29          | Jornada 29      | Jornada 29 | Jornada 29   | Jornada 29 |
| Local                | Resultado  | Visitante        | Estadio             | Fecha           | Hora       | TV           |            |
| -------------------- | ---------- | ---------------- | ------------------- | --------------- | ---------- | ------------ | ---------- |
| Fluminense           | 5 - 3      | Goiás            | Raulino de Oliveira | 25 de octubre   | 19:00      | SporTV       |            |
| RB Bragantino        | 1 - 2      | Atlético Mineiro | Nabi Abi Chedid     | 25 de octubre   | 19:00      | Premiere     |            |
| Athletico Paranaense | 3 - 2      | América Mineiro  | Arena da Baixada    | 25 de octubre   | 19:00      | Rede Furacão |            |
| Cruzeiro             | 3 - 0      | Bahia            | Mineirão            | 25 de octubre   | 20:00      | Premiere     |            |
| Palmeiras            | 5 - 0      | São Paulo        | Allianz Parque      | 25 de octubre   | 20:00      | TV Globo     |            |
| Cuiabá               | 0 - 1      | Corinthians      | Arena Pantanal      | 25 de octubre   | 21:30      | Premiere     |            |
| Grêmio               | 3 - 2      | Flamengo         | Arena do Grêmio     | 25 de octubre   | 21:30      | TV Globo     |            |
| Vasco da Gama        | 1 - 2      | Internacional    | São Januário        | 26 de octubre   | 19:00      | SporTV       |            |
| Santos               | 2 - 1      | Coritiba         | Vila Belmiro        | 26 de octubre   | 21:30      | Premiere     |            |
| Fortaleza            | 2 - 2      | Botafogo         | Castelão (CE)       | 23 de noviembre | 19:00      | Premiere     |            |

| Jornada 30           | Jornada 30 | Jornada 30    | Jornada 30        | Jornada 30      | Jornada 30 | Jornada 30 | Jornada 30 |
| Local                | Resultado  | Visitante     | Estadio           | Fecha           | Hora       | TV         |            |
| -------------------- | ---------- | ------------- | ----------------- | --------------- | ---------- | ---------- | ---------- |
| Palmeiras            | 1 - 0      | Bahia         | Allianz Parque    | 28 de octubre   | 19:00      | Premiere   |            |
| América Mineiro      | 3 - 4      | Grêmio        | Independência     | 28 de octubre   | 19:00      | Premiere   |            |
| Atlético Mineiro     | 2 - 0      | Fluminense    | Arena MRV         | 28 de octubre   | 21:00      | SporTV     |            |
| Goiás                | 1 - 1      | Vasco da Gama | Hailé Pinheiro    | 29 de octubre   | 16:00      | TV Globo   |            |
| Athletico Paranaense | 1 - 1      | São Paulo     | Arena da Baixada  | 29 de octubre   | 16:00      | TV Globo   |            |
| Internacional        | 3 - 4      | Coritiba      | Beira-Rio         | 29 de octubre   | 18:30      | Premiere   |            |
| Corinthians          | 1 - 1      | Santos        | Neo Química Arena | 29 de octubre   | 18:30      | Premiere   |            |
| Botafogo             | 0 - 1      | Cuiabá        | Nilton Santos     | 29 de octubre   | 20:00      | SporTV     |            |
| Fortaleza            | 0 - 1      | Cruzeiro      | Castelão (CE)     | 18 de noviembre | 18:30      | —          |            |
| Flamengo             | 1 - 0      | RB Bragantino | Maracaná          | 23 de noviembre | 21:30      | Premiere   |            |

| Jornada 31       | Jornada 31 | Jornada 31           | Jornada 31        | Jornada 31     | Jornada 31 | Jornada 31 | Jornada 31 |
| Local            | Resultado  | Visitante            | Estadio           | Fecha          | Hora       | TV         |            |
| ---------------- | ---------- | -------------------- | ----------------- | -------------- | ---------- | ---------- | ---------- |
| Bahia            | 1 - 0      | Fluminense           | Arena Fonte Nova  | 31 de octubre  | 19:00      | Premiere   |            |
| Internacional    | 1 - 1      | América Mineiro      | Beira-Rio         | 1 de noviembre | 19:00      | Premiere   |            |
| Corinthians      | 1 - 0      | Athletico Paranaense | Neo Química Arena | 1 de noviembre | 19:00      | Premiere   |            |
| Flamengo         | 1 - 2      | Santos               | Mané Garrincha    | 1 de noviembre | 20:00      | Premiere   |            |
| Coritiba         | 1 - 2      | Grêmio               | Couto Pereira     | 1 de noviembre | 20:00      | Premiere   |            |
| Atlético Mineiro | 3 - 1      | Fortaleza            | Arena MRV         | 1 de noviembre | 21:30      | TV Globo   |            |
| Botafogo         | 3 - 4      | Palmeiras            | Nilton Santos     | 1 de noviembre | 21:30      | TV Globo   |            |
| Cuiabá           | 0 - 2      | Vasco da Gama        | Arena Pantanal    | 2 de noviembre | 17:00      | SporTV     |            |
| Goiás            | 0 - 2      | RB Bragantino        | Hailé Pinheiro    | 2 de noviembre | 18:00      | Premiere   |            |
| São Paulo        | 1 - 0      | Cruzeiro             | Morumbi           | 2 de noviembre | 20:00      | SporTV     |            |

| Jornada 32      | Jornada 32 | Jornada 32           | Jornada 32      | Jornada 32      | Jornada 32 | Jornada 32 | Jornada 32 |
| Local           | Resultado  | Visitante            | Estadio         | Fecha           | Hora       | TV         |            |
| --------------- | ---------- | -------------------- | --------------- | --------------- | ---------- | ---------- | ---------- |
| América Mineiro | 1 - 1      | Atlético Mineiro     | Parque do Sabiá | 4 de noviembre  | 19:30      | Premiere   |            |
| Grêmio          | 1 - 0      | Bahia                | Arena do Grêmio | 4 de noviembre  | 19:30      | Premiere   |            |
| Palmeiras       | 1 - 0      | Athletico Paranaense | Arena Barueri   | 4 de noviembre  | 21:30      | SporTV     |            |
| Cruzeiro        | 1 - 2      | Internacional        | Mineirão        | 5 de noviembre  | 16:00      | TV Globo   |            |
| RB Bragantino   | 1 - 0      | Corinthians          | Nabi Abi Chedid | 5 de noviembre  | 16:00      | TV Globo   |            |
| Fortaleza       | 0 - 2      | Flamengo             | Castelão (CE)   | 5 de noviembre  | 16:00      | Premiere   |            |
| Coritiba        | 0 - 1      | Goiás                | Couto Pereira   | 5 de noviembre  | 18:30      | Premiere   |            |
| Vasco da Gama   | 1 - 0      | Botafogo             | São Januário    | 6 de noviembre  | 19:00      | TV Globo   |            |
| Santos          | 0 - 0      | Cuiabá               | Vila Belmiro    | 6 de noviembre  | 21:00      | SporTV     |            |
| Fluminense      | 1 - 0      | São Paulo            | Maracaná        | 22 de noviembre | 21:30      | TV Globo   |            |

| Jornada 33           | Jornada 33 | Jornada 33       | Jornada 33        | Jornada 33      | Jornada 33 | Jornada 33   | Jornada 33 |
| Local                | Resultado  | Visitante        | Estadio           | Fecha           | Hora       | TV           |            |
| -------------------- | ---------- | ---------------- | ----------------- | --------------- | ---------- | ------------ | ---------- |
| América Mineiro      | 0 - 3      | Coritiba         | Independência     | 8 de noviembre  | 19:00      | Premiere     |            |
| Internacional        | 0 - 0      | Fluminense       | Beira-Rio         | 8 de noviembre  | 19:00      | SporTV       |            |
| Athletico Paranaense | 1 - 1      | Fortaleza        | Arena da Baixada  | 8 de noviembre  | 20:00      | Rede Furacão |            |
| São Paulo            | 1 - 0      | RB Bragantino    | Vila Belmiro      | 8 de noviembre  | 20:00      | Premiere     |            |
| Flamengo             | 3 - 0      | Palmeiras        | Maracaná          | 8 de noviembre  | 21:30      | TV Globo     |            |
| Corinthians          | 1 - 1      | Atlético Mineiro | Neo Química Arena | 9 de noviembre  | 19:00      | Premiere     |            |
| Goiás                | 0 - 1      | Santos           | Hailé Pinheiro    | 9 de noviembre  | 19:00      | Premiere     |            |
| Bahia                | 0 - 3      | Cuiabá           | Arena Fonte Nova  | 9 de noviembre  | 20:00      | Premiere     |            |
| Botafogo             | 3 - 4      | Grêmio           | São Januário      | 9 de noviembre  | 20:00      | SporTV       |            |
| Cruzeiro             | 2 - 2      | Vasco da Gama    | Mineirão          | 22 de noviembre | 19:00      | Premiere     |            |

| Jornada 34       | Jornada 34 | Jornada 34           | Jornada 34             | Jornada 34      | Jornada 34 | Jornada 34 | Jornada 34 |
| Local            | Resultado  | Visitante            | Estadio                | Fecha           | Hora       | TV         |            |
| ---------------- | ---------- | -------------------- | ---------------------- | --------------- | ---------- | ---------- | ---------- |
| Coritiba         | 1 - 0      | Cruzeiro             | Durival Britto e Silva | 11 de noviembre | 16:00      | Premiere   |            |
| Flamengo         | 1 - 1      | Fluminense           | Maracaná               | 11 de noviembre | 18:30      | Premiere   |            |
| Palmeiras        | 3 - 0      | Internacional        | Arena Barueri          | 11 de noviembre | 21:00      | SporTV     |            |
| RB Bragantino    | 2 - 2      | Botafogo             | Nabi Abi Chedid        | 12 de noviembre | 16:00      | TV Globo   |            |
| Grêmio           | 0 - 1      | Corinthians          | Arena do Grêmio        | 12 de noviembre | 16:00      | TV Globo   |            |
| Bahia            | 1 - 1      | Athletico Paranaense | Arena Fonte Nova       | 12 de noviembre | 18:30      | SporTV     |            |
| Santos           | 0 - 0      | São Paulo            | Vila Belmiro           | 12 de noviembre | 18:30      | Premiere   |            |
| Cuiabá           | 2 - 1      | Fortaleza            | Arena Pantanal         | 12 de noviembre | 18:30      | Premiere   |            |
| Vasco da Gama    | 2 - 1      | América Mineiro      | São Januário           | 12 de noviembre | 18:30      | Premiere   |            |
| Atlético Mineiro | 2 - 1      | Goiás                | Arena MRV              | 12 de noviembre | 18:30      | Premiere   |            |

| Jornada 35           | Jornada 35 | Jornada 35    | Jornada 35        | Jornada 35      | Jornada 35 | Jornada 35   | Jornada 35 |
| Local                | Resultado  | Visitante     | Estadio           | Fecha           | Hora       | TV           |            |
| -------------------- | ---------- | ------------- | ----------------- | --------------- | ---------- | ------------ | ---------- |
| Corinthians          | 1 - 5      | Bahia         | Neo Química Arena | 24 de noviembre | 21:00      | Premiere     |            |
| Athletico Paranaense | 0 - 0      | Vasco da Gama | Arena da Baixada  | 25 de noviembre | 19:30      | Rede Furacão |            |
| Fluminense           | 2 - 1      | Coritiba      | Maracaná          | 25 de noviembre | 21:00      | SporTV       |            |
| Botafogo             | 1 - 1      | Santos        | Nilton Santos     | 26 de noviembre | 16:00      | TV Globo     |            |
| Atlético Mineiro     | 3 - 0      | Grêmio        | Arena MRV         | 26 de noviembre | 16:00      | TV Globo     |            |
| Internacional        | 1 - 0      | RB Bragantino | Beira-Rio         | 26 de noviembre | 18:30      | Premiere     |            |
| Fortaleza            | 2 - 2      | Palmeiras     | Castelão (CE)     | 26 de noviembre | 18:30      | Premiere     |            |
| América Mineiro      | 0 - 3      | Flamengo      | Parque do Sabiá   | 26 de noviembre | 18:30      | Premiere     |            |
| São Paulo            | 0 - 0      | Cuiabá        | Morumbi           | 26 de noviembre | 18:30      | Premiere     |            |
| Goiás                | 0 - 1      | Cruzeiro      | Hailé Pinheiro    | 27 de noviembre | 21:00      | SporTV       |            |

| Jornada 36    | Jornada 36 | Jornada 36           | Jornada 36       | Jornada 36      | Jornada 36 | Jornada 36 | Jornada 36 |
| Local         | Resultado  | Visitante            | Estadio          | Fecha           | Hora       | TV         |            |
| ------------- | ---------- | -------------------- | ---------------- | --------------- | ---------- | ---------- | ---------- |
| Vasco da Gama | 2 - 4      | Corinthians          | São Januário     | 28 de noviembre | 21:30      | SporTV     |            |
| Santos        | 0 - 3      | Fluminense           | Vila Belmiro     | 29 de noviembre | 19:00      | Premiere   |            |
| Flamengo      | 0 - 3      | Atlético Mineiro     | Maracaná         | 29 de noviembre | 19:30      | Premiere   |            |
| Cuiabá        | 0 - 2      | Internacional        | Arena Pantanal   | 29 de noviembre | 20:00      | Premiere   |            |
| Bahia         | 0 - 1      | São Paulo            | Arena Fonte Nova | 29 de noviembre | 20:00      | Premiere   |            |
| Coritiba      | 1 - 1      | Botafogo             | Couto Pereira    | 29 de noviembre | 21:30      | TV Globo   |            |
| Palmeiras     | 4 - 0      | América Mineiro      | Allianz Parque   | 29 de noviembre | 21:30      | TV Globo   |            |
| Grêmio        | 2 - 1      | Goiás                | Arena do Grêmio  | 30 de noviembre | 19:00      | Premiere   |            |
| Cruzeiro      | 1 - 1      | Athletico Paranaense | Mineirão         | 30 de noviembre | 20:00      | SporTV     |            |
| RB Bragantino | 1 - 2      | Fortaleza            | Nabi Abi Chedid  | 30 de noviembre | 20:30      | Premiere   |            |

| Jornada 37           | Jornada 37 | Jornada 37    | Jornada 37        | Jornada 37     | Jornada 37 | Jornada 37   | Jornada 37 |
| Local                | Resultado  | Visitante     | Estadio           | Fecha          | Hora       | TV           |            |
| -------------------- | ---------- | ------------- | ----------------- | -------------- | ---------- | ------------ | ---------- |
| Corinthians          | 1 - 2      | Internacional | Neo Química Arena | 2 de diciembre | 18:00      | Premiere     |            |
| Atlético Mineiro     | 2 - 1      | São Paulo     | Mineirão          | 2 de diciembre | 21:00      | SporTV       |            |
| Flamengo             | 2 - 1      | Cuiabá        | Maracaná          | 3 de diciembre | 16:00      | TV Globo     |            |
| Palmeiras            | 1 - 0      | Fluminense    | Allianz Parque    | 3 de diciembre | 16:00      | TV Globo     |            |
| América Mineiro      | 3 - 2      | Bahia         | Independência     | 3 de diciembre | 18:30      | Premiere     |            |
| Athletico Paranaense | 3 - 0      | Santos        | Arena da Baixada  | 3 de diciembre | 18:30      | Rede Furacão |            |
| Fortaleza            | 1 - 0      | Goiás         | Castelão (CE)     | 3 de diciembre | 18:30      | Premiere     |            |
| Grêmio               | 1 - 0      | Vasco da Gama | Arena do Grêmio   | 3 de diciembre | 18:30      | SporTV       |            |
| RB Bragantino        | 1 - 0      | Coritiba      | Nabi Abi Chedid   | 3 de diciembre | 18:30      | Premiere     |            |
| Botafogo             | 0 - 0      | Cruzeiro      | Nilton Santos     | 3 de diciembre | 18:30      | Premiere     |            |

| Jornada 38    | Jornada 38 | Jornada 38           | Jornada 38       | Jornada 38     | Jornada 38 | Jornada 38 |
| Local         | Resultado  | Visitante            | Estadio          | Fecha          | Hora       | TV         |
| ------------- | ---------- | -------------------- | ---------------- | -------------- | ---------- | ---------- |
| Goiás         | 1 - 0      | América Mineiro      | Hailé Pinheiro   | 6 de diciembre | 19:00      | Premiere   |
| Cuiabá        | 3 - 0      | Athletico Paranaense | Arena Pantanal   | 6 de diciembre | 21:30      | Premiere   |
| Fluminense    | 2 - 3      | Grêmio               | Maracaná         | 6 de diciembre | 21:30      | Premiere   |
| São Paulo     | 1 - 0      | Flamengo             | Morumbi          | 6 de diciembre | 21:30      | Premiere   |
| Internacional | 3 - 1      | Botafogo             | Beira-Rio        | 6 de diciembre | 21:30      | Premiere   |
| Coritiba      | 0 - 2      | Corinthians          | Couto Pereira    | 6 de diciembre | 21:30      | Premiere   |
| Santos        | 1 - 2      | Fortaleza            | Vila Belmiro     | 6 de diciembre | 21:30      | Premiere   |
| Vasco da Gama | 2 - 1      | RB Bragantino        | São Januário     | 6 de diciembre | 21:30      | TV Globo   |
| Cruzeiro      | 1 - 1      | Palmeiras (C)        | Mineirão         | 6 de diciembre | 21:30      | TV Globo   |
| Bahia         | 4 - 1      | Atlético Mineiro     | Arena Fonte Nova | 6 de diciembre | 21:30      | TV Globo   |

## Goleadores
- Actualizado al 6 de diciembre de 2023.

| Jugador         | Equipo           | Goles |
| --------------- | ---------------- | ----- |
| Paulinho        | Atlético Mineiro | 20    |
| Luis Suárez     | Grêmio           | 17    |
| Tiquinho Soares | Botafogo         | 17    |
| Hulk            | Atlético Mineiro | 15    |
| Marcos Leonardo | Santos           | 13    |
| Pedro           | Flamengo         | 13    |